# Kokoszka (Lublin)
Pour les articles homonymes, voir Kokoszka.
Kokoszka (prononciation [kɔˈkɔʂka]) est un village de la gmina de Kłoczew du powiat de Ryki dans la voïvodie de Lublin, situé dans l'est de la Pologne.
Il se situe à environ 16 kilomètres au nord-est de Ryki (siège du powiat) et 67 kilomètres au nord-ouest de Lublin (capitale de la voïvodie).
Le village compte approximativement une population de 160 habitants.

## Histoire
De 1975 à 1998, le village est attaché administrativement à la voïvodie de Siedlce.

Depuis 1999, il fait partie de la nouvelle voïvodie de Lublin.